# 크리스 폰티우스
크리스 폰티어스(Chris Pontius, 영어 발음: /ˈpɒntɪəs/, 1974년 7월 16일 ~ )는 미국의 스턴트 배우이다.

## 출연 작품
- 잭애스 포에버 (2022)
- 액션 포인트 (2018)
- 잭애스 3.5 (2011)
- 썸웨어 (2010)
- 잭애스3D (2010)
- 왓 위 두 이즈 시크릿 (2007)
- 잭애스 2.5 (2007)
- TV: 더 무비 (2006)
- 잭애스 2 (2006)
- 잭애스 (2002)
- 잭애스 (2000)